# Black Rock, New Mexico
Black Rock är en ort i McKinley County i delstaten New Mexico, USA.